# Werner Roos
Werner Roos (* 19. Februar 1946) ist ein deutscher Pharmazeut und ehemaliger Hochschullehrer.

## Werdegang
Roos absolvierte in Sonneberg die Oberschule, an der er 1964 das Abitur ablegte. Danach studierte er bis 1969 an der Friedrich-Schiller-Universität Jena Pharmazie.
1974 wurde Roos mit einer Dissertation über Die Stoffwechselabhängigkeit von Permeabilitätsbarrieren in Penicillium cyclopium Westling in Halle promoviert. 1982 wurde er ebenda habilitiert (Promotion B). 1983 wurde Roos Dozent für Pharmazeutische Biologie in Halle und 1987 Professor für Zellphysiologie am Biotechnikum der Universität Halle. Mehrere Studienaufenthalte führten ihn nach Prag, Lafayette und Los Angeles. Ab 1990 war Roos Leiter der Abteilung Zellphysiologie/Biotechnologie, die ab 1995 zum Institut für Pharmazeutische Biologie gehörte. 1995 wurde er C4-Professor für Zellphysiologie/Biotechnologie.
Von 1999 bis zur Emeritierung 2011 war Roos Direktor des Bereichs Pharmazeutische Biologie und Pharmakologie am Institut für Pharmazie der Universität Halle.

## Infraschall von Windenergieanlagen
Der Physik- und Medizinlaie Roos publiziert und präsentiert Informationen zum Gefährdungspotential durch Infraschall, der von Windkraftanlagen erzeugt wird, die von Fachleuten und Wissenschaftlern, die auf diesem Gebiet tätig sind, weitgehend abgelehnt werden.
Roos beruft sich bei seiner Einschätzung unter anderem auf eine fehlerhafte Studie zu Infraschall der Bundesanstalt für Geowissenschaften und Rohstoffe aus dem Jahr 2009.

## Pharmazeutische Publikationen (Auswahl)
- W. Roos: [Mechanisms of activity and therapeutic applications of interferons]. In: Die Pharmazie. Band 44, Nummer 6, Juni 1989, S. 361–364, PMID 2475876 (Review).
- W. Roos: Kinetic properties, nutrient-dependent regulation and energy coupling of amino-acid transport systems in Penicillium cyclopium. In: Biochimica et Biophysica Acta. Band 978, Nummer 1, Januar 1989, S. 119–133, doi:10.1016/0005-2736(89)90507-5, PMID 2563328.
- W. Roos, R. Schulze, J. Steighardt: Dynamic compartmentation of vacuolar amino acids in Penicillium cyclopium. Cytosolic adenylates act as a control signal for efflux into the cytosol. In: Journal of Biological Chemistry. Band 272, Nummer 25, Juni 1997, S. 15849–15855, doi:10.1074/jbc.272.25.15849, PMID 9188483.
- W. Roos: Ion mapping in plant cells–methods and applications in signal transduction research. In: Planta. Band 210, Nummer 3, Februar 2000, S. 347–370, doi:10.1007/PL00008144, PMID 10750893 (Review).
- W. Roos, K. Viehweger, B. Dordschbal, B. Schumann, S. Evers, J. Steighardt, W. Schwartze: Intracellular pH signals in the induction of secondary pathways–the case of Eschscholzia californica. In: Journal of plant physiology. Band 163, Nummer 3, Februar 2006, S. 369–381, doi:10.1016/j.jplph.2005.11.012, PMID 16413947.
- W. Schwartze, W. Roos: The signal molecule lysophosphatidylcholine in Eschscholzia californica is rapidly metabolized by reacylation. In: Planta. Band 229, Nummer 1, Dezember 2008, S. 183–191, doi:10.1007/s00425-008-0819-9, PMID 18807068.
- S. Weigl, W. Brandt, R. Langhammer, W. Roos: The Vacuolar Proton-Cation Exchanger EcNHX1 Generates pH Signals for the Expression of Secondary Metabolism in Eschscholzia californica. In: Plant physiology. Band 170, Nummer 2, Februar 2016, S. 1135–1148, doi:10.1104/pp.15.01570, PMID 26578709, PMC 4734569 (freier Volltext).